# 33446 Michaelyang
33446 Michaelyang è un asteroide della fascia principale. Scoperto nel 1999, presenta un'orbita caratterizzata da un semiasse maggiore pari a 2,2811450 UA e da un'eccentricità di 0,1559256, inclinata di 3,01203° rispetto all'eclittica.